# シロップ剤

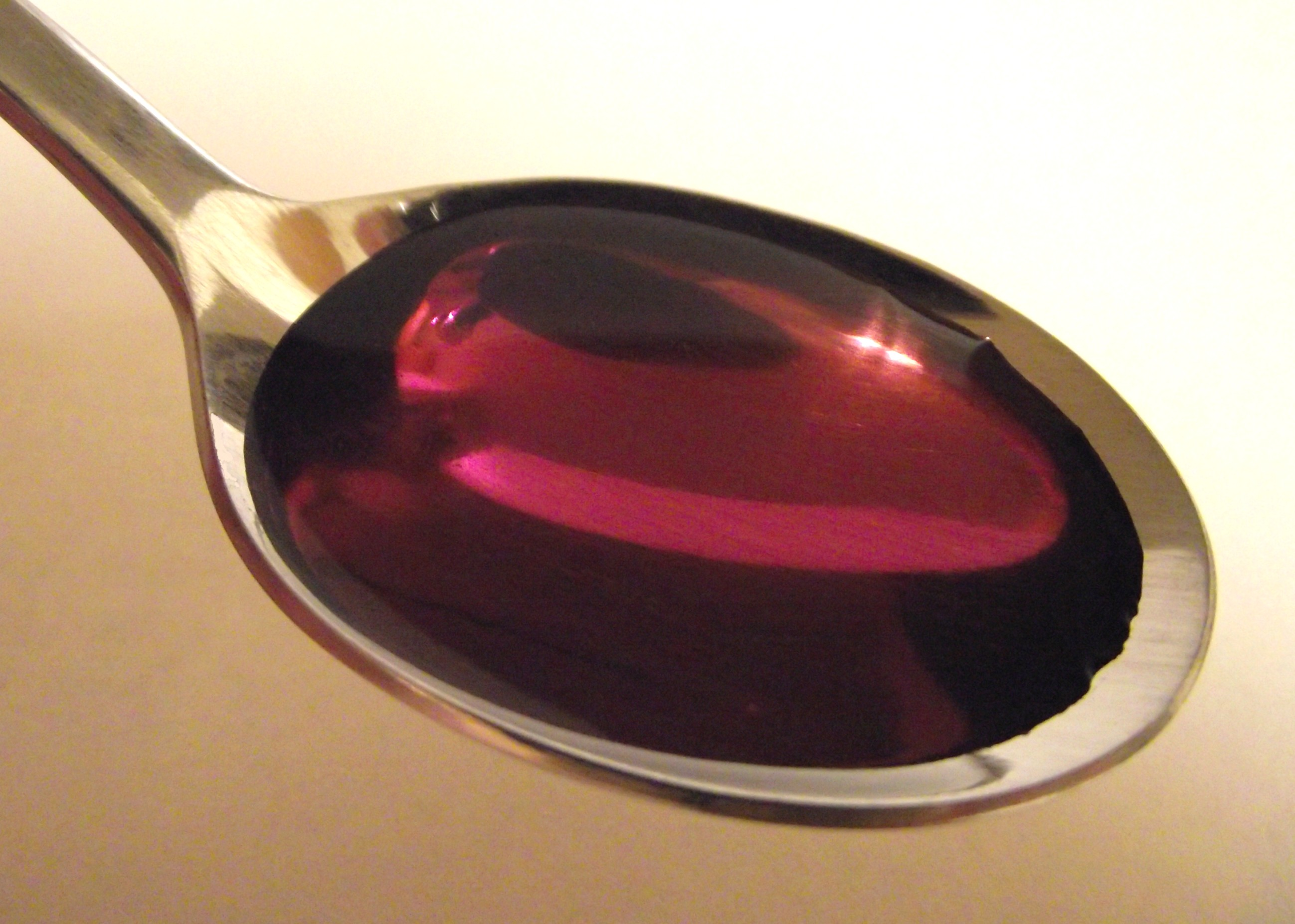
咳止め薬のシロップ剤

シロップ剤（シロップざい）は、医薬品に白糖などの糖類や甘味料を加え、粘稠な溶液あるいは懸濁液とした液体内服薬である。粉末や顆粒の状態で販売され、服用直前に水に溶く剤形は「シロップ用剤」あるいは「ドライシロップ」という。経口投与する液状の薬剤であるが、日本薬局方の製剤総則では精製水を用いた経口液剤とは区別されている。

## シロップ剤
苦味を有する薬剤を服用しやすくしたり、錠剤やカプセル剤を服用しにくい乳幼児などに用いられる。白糖や甘味料、単シロップなどに有効成分を加えて溶解、混和、懸濁あるいは乳化し、必要に応じて煮沸・熱時ろ過を行う。処方箋などでは「SYR」と略記することがある。糖類が含まれていることから雑菌が繁殖しやすく、薬剤師等の指示により冷蔵庫での保管が求められる場合がある。また、甘味があるため、保護者が目を離した隙に幼児が口に入れてしまうケースも考えられることから、誤飲防止には特に注意が必要である。

## シロップ用剤
溶液の状態では有効成分が不安定となるものでは、シロップ用剤（ドライシロップとも）の剤形とすることがある。主薬に懸濁化剤と、賦形剤として白糖を加えた粉末あるいは顆粒で、服用時に水を加えてシロップ剤とする。抗生物質や化学療法剤などでこの方法が用いられる。

## 濫用問題
リン酸ジヒドロコデインやdl-塩酸メチルエフェドリンを含有する鎮咳去痰薬もシロップ剤として販売された。日本では昭和50年代より、在日米軍の兵士の間で鎮咳去痰薬の一気飲みが流行し、昭和60年代に入ると一部の日本人でこれを真似た濫用行為が社会問題となった。当時の厚生省は製薬メーカー・日本薬剤師会に注意喚起を行い、販売量を一人1本とすること、購入者に十分な服薬指導を行うこと、購入希望者が中学生・高校生の場合には保護者に確認をとるなどの販売規制が行われた。有用性の高い医薬品であるが、一部の濫用者の行為のために真に必要としている使用者が入手しにくくなることとなった。現在でも咳止めシロップに含まれるコデインが依存性のある物質かつ乱用されやすいことから、ナイジェリア等で社会問題と化している。